# Deutsch-Griffen
Deutsch-Griffen osztrák község Karintia Sankt Veit an der Glan-i járásában. 2016 januárjában 927 lakosa volt.

## Elhelyezkedése

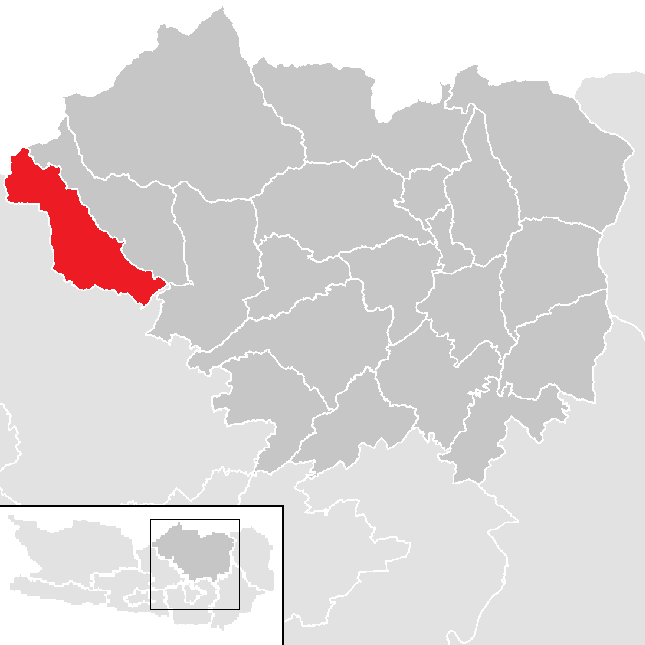
Deutsch-Griffen a Sankt Veit-i járásban

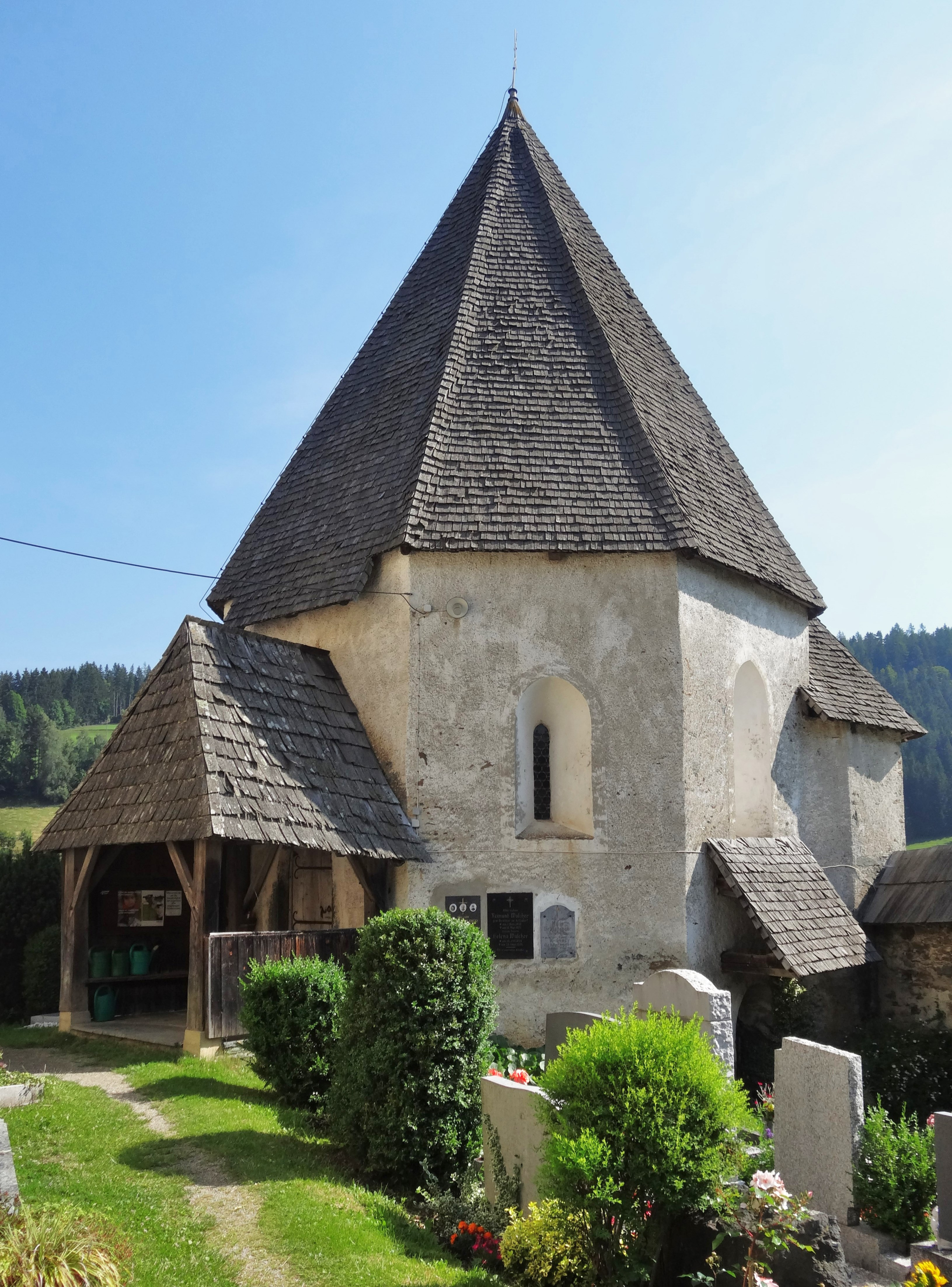
A csontkamra

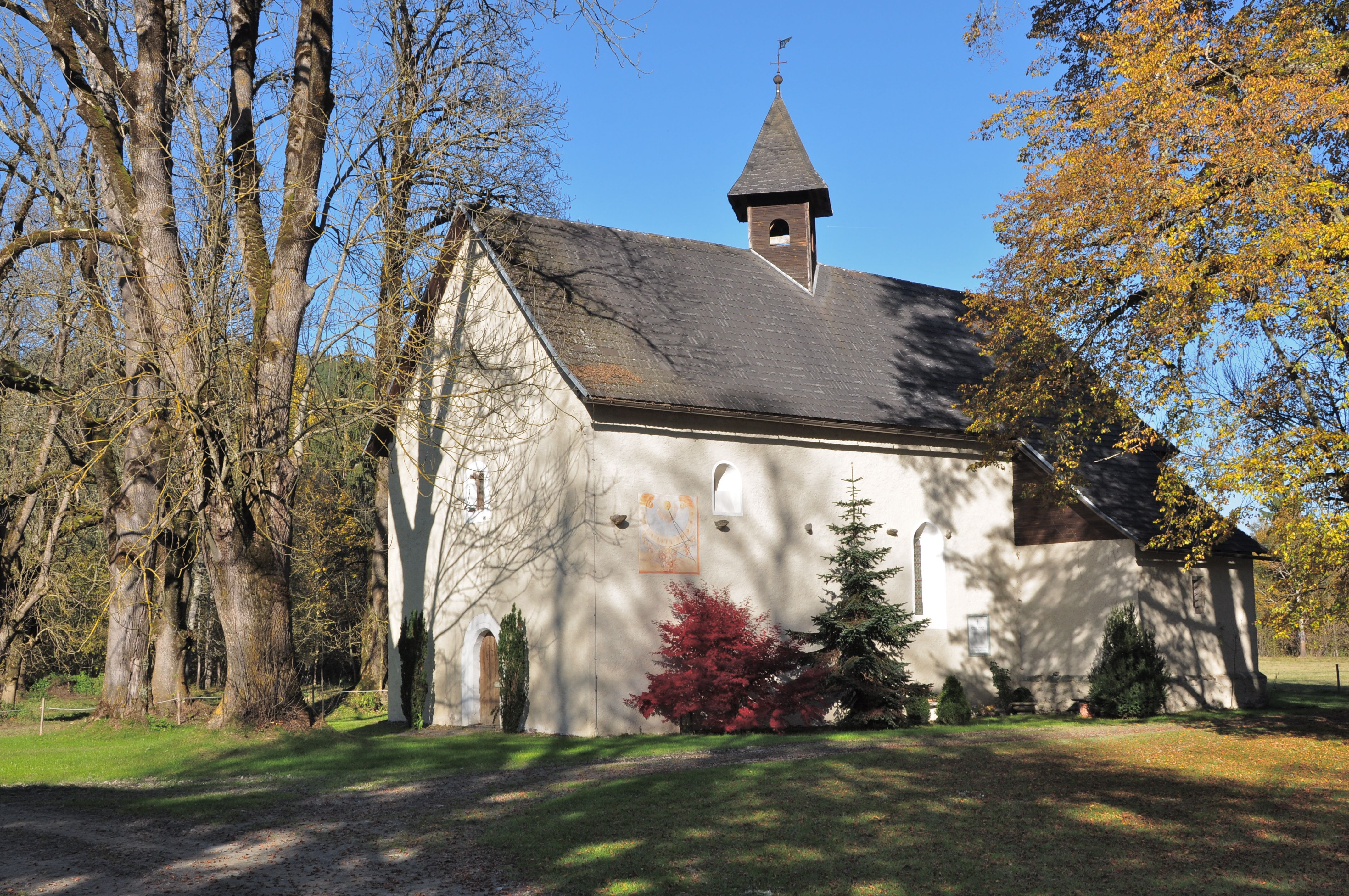
Szt. János-templom

Deutsch-Griffen Karintia északi részén fekszik, kb. 30 km északnyugatra Klagenfurttól a Gurk (a Dráva mellékfolyója) mentén.  Területén 25 kisebb-nagyobb falu és településrész található: Albern (17 lakos), Arlsdorf (13), Bach (45), Bischofsberg (19), Brunn (17), Deutsch Griffen (379), Faulwinkel (2), Gantschach (0), Göschelsberg (29), Graben (8), Gray (16), Hintereggen (14), Hochrindl (2), Leßnitz (41), Meisenberg (11), Messaneggen (16), Mitteregg (68), Oberlamm (4), Pesseneggen (10), Ratzendorf (2), Rauscheggen (69), Sand (21), Spitzwiesen (88), Tanzenberg (57), Unterlamm (2).
A környező települések: északkeletre Glödnitz, délnyugatra Albeck, északnyugatra Stadl-Predlitz (Stájerország).

## Története
Griffent először 927-en említik "Grivinne" néven. Egy 1043-as dokumentum szerint ekkor már volt temploma, bár mai templomának első említése 1157-ből származik: ekkor jutott a gurki püspök birtokába.
Az önkormányzat 1850-ben jött létre, bár nevének mai formája csak az 1860-as években jött létre. 1920-ban kisebb határkiigazítás történt a szomszédos Albeckkel. 1973-ban Deutsch-Griffent beintegrálták, az akkor létrehozott weitensfeld-flattnitzi önkormányzatba, de egy 1991-es népszavazás után visszanyerte önállóságát. 

## Lakosság
A deutsch-griffeni önkormányzat területén 2016 januárjában 927 fő élt, ami jelentős visszaesést jelent a 2001-es 1023 lakoshoz képest. Akkor a helybeliek 97,8%-a volt osztrák, 1,6%-a német állampolgár. 93,9%-uk katolikusnak, 2,5% evangélikusnak, 3,2% pedig felekezeten kívülinek vallotta magát. 

## Látnivalók
- a Szt. Jakab-templomot a 12. században alapították. A dombtetőn elhelyezkedő, román stílusú épületet később kibővítették és erődtemplommá alakították át. Érdekessége a domboldalban felvezető fedett feljáró és a 14. századi csontkamra.
- a templom mellett a plébánia volt pajtájából átalakított betlehemmúzeum.
- a spitzweiseni Szt. János-templom.
- régi mészégető boksák

## Testvértelepülések
- Utenbach, (1994 óta Apolda része; Németország)

## Fordítás
- Ez a szócikk részben vagy egészben  a   Deutsch-Griffen című német Wikipédia-szócikk ezen változatának fordításán alapul.  Az eredeti cikk szerkesztőit annak laptörténete sorolja fel. Ez a jelzés csupán a megfogalmazás eredetét és a szerzői jogokat jelzi, nem szolgál a cikkben szereplő információk forrásmegjelöléseként.